# Марія Жозе Бельгійська
Марія Жозе Бельгійська (фр. Marie-José de Belgique), повне ім'я Марія Жозе Шарлотта Софія Амелія Генрієтта Габріела (фр. Marie José Charlotte Sophie Amélie Henriette Gabrielle), ( 4 серпня 1906 —  27 січня 2001) — бельгійська принцеса з Саксен-Кобург-Готської династії, донька короля Бельгії Альберта I та баварської принцеси Єлизавети, дружина останнього короля Італії Умберто II. Мала прізвисько Травнева королева.

## Життєпис

### Дитинство та юність
Народилась 4 серпня 1906 в Остенде. Була третьою дитиною та єдиною донькою в родині кронпринца Бельгії Альберта та його дружини Єлизавети Баварської. Мала старших братів Леопольда та Шарля. Своє ім'я отримала на честь бабусі з материнського боку.
Зростала разом із братами в Брюсселі в атмосфері культури та традиційних цінностей. В ранньому віці її освітою займалися гувернантки та домашні наставники. Вивчала іноземні мови, історію, музику, а також лицарські чесноти. Рано захопилася музикою і мистецтвом. Окрім уроків гри на фортепіано, брала уроки гри на скрипці у відомого бельгійського скрипаля Ежена Ісаї, який був другом її матері. Полюбляла займатися спортом.

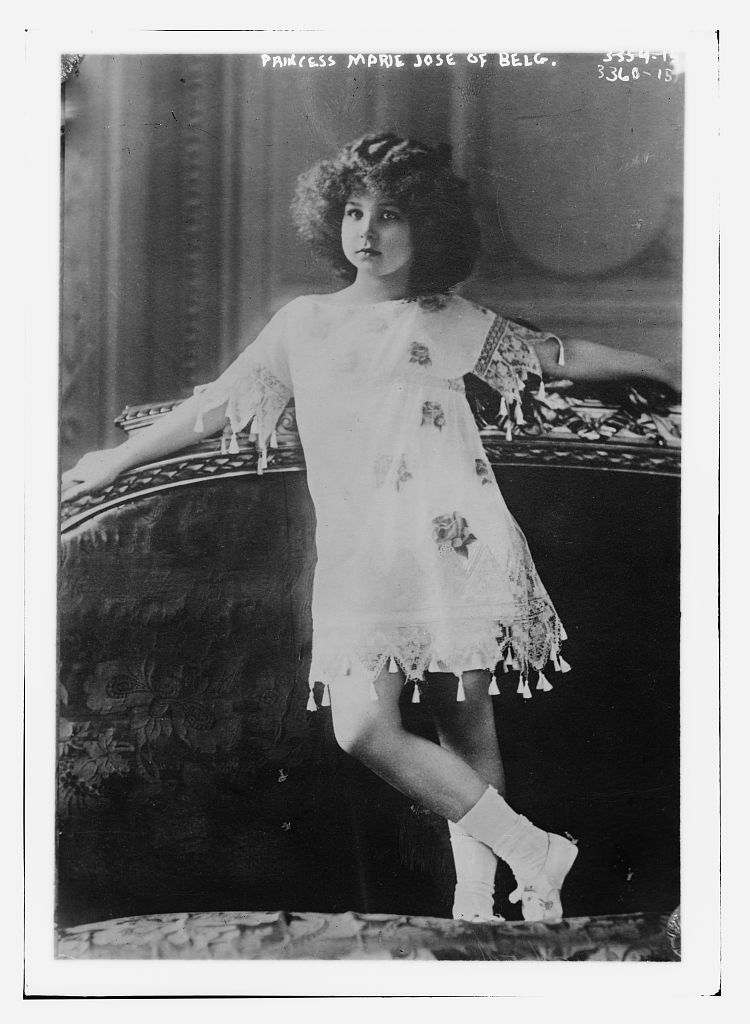
Між 1910 та 1915 роками

Під час Першої світової війни була евакуйована до Великої Британії на кораблі «Ян Брейдель» 31 серпня 1914 разом із матір'ю та братом Шарлем. До січня 1917 навчалася у католицькій школі-інтернаті Брентвудського монастиря урсулінок у графстві Ессекс.
З 22 березня 1917 по літо 1919 здобувала освіту в Інституті Пресвятого Благовіщення у Флоренції, оскільки було визначено, що принцеса стане дружиною майбутнього короля Італії Умберто, єдиного сина Віктора Емануїла III. 
Перша зустріч молодої пари відбулася у замку Ліспіда в Батталья-Терме поблизу Падуї. Ідея цього союзу дуже не подобалася двоюрідній бабусі Марії-Жозе, Марії Баварській, яка свого часу була королевою Обох Сицилій і її землі були зайняті Савойською династією, до якої належав наречений. 
Восени 1919 почала п'ятирічне навчання в Інституті Святого Серця Ліндхоута у Волюве-Сен-Ламбер біля Брюсселя.
У 1924 відвідала свій перший придворний бал. З цієї нагоди їй подарували перлово-діамантову тіару, яка належала її прапрабабусі Стефанії де Богарне.
Про заручини із принцом Умберто офіційно повідомили в Брюсселі наприкінці жовтня 1929 року.

### Шлюб
Весілля 23-річної Марії Жозе та 25-річного Умберто відбулося 8 січня 1930 в каплиці Паоліна Квіринальського палацу у Римі. Після церемонії молодята мали аудієнцію у Папи Римського Пія XI. Серед весільних подарунків була бірюзово-діамантова парюра, яку наречена вдягла на передвесільний прийом, та бант з діамантів, який Марія Жозе згодом носила на урочистих заходах. Принцесі запропонували змінити ім'я на італійський манер, проте вона відмовилася. Після весілля отримала титул принцеси П'ємонтської.
Після медового місяця в Сан-Россорі та часу, проведеного з родичами в Курмайорі, молодята у лютому оселилися в Королівському палаці в Турині. Шлюб не був щасливим. У Марії Жозе ніколи не було добрих відносин з членами Савойського дому. Її сучасна освіта вступала у протиріччя з суворістю італійської монархії. Більш класична освіта і світогляд самого Умберто і, перш за все, точне підпорядкування принца етикету, правилам і батькам — все це перешкоджало щасливому сімейному життю. 
В Турині принцеса вважала за краще уникати відносин з представниками дворянства і з колом друзів свого чоловіка, сама обирала місця відвідин та особистих візитів. У Римі, в приватній квартирі Квіринале, обладнаній роялем, вона приймала філософів, інтелектуалів і письменників абсолютно незалежно від Умберто. Часто відвідувала фестивалі та концерти, куди зазвичай діставалася за кермом свого автомобіля, в той час як її чоловік більше цікавився рутинними і соціальними справами армійського офіцера.
У листопаді 1931 пара переїхала до Неаполю. У подружжя народилося четверо дітей. Перебування в Неаполі стало для Марії Жозе щасливішим періодом; принцеса зберегла добру пам'ять про неаполітанців. Мешкало подружжя у Королівському замку Ракконіджі та на віллі Марія Піа в Позілліпо. В Неаполі народилися троє з чотирьох дітей пари. Про нащадків Марія Жозе дбала особисто. Вона не мала змоги дозволити відвідувати їм загальноосвітню школу, однак погодилася на репетитора Монтессорі, яку дуже любили діти і яка турбувалася про них до падіння монархії і вигнання.
На півдні подружжя мешкало до початку Другої світової війни, коли сім'я переїхала в Квірінале. Найулюбленішими місцями Італії для Марії Жозе, окрім замку Ракконіджі та Неаполя, стали острів Капрі та Флоренція.

### Принцеса П'ємонту та королева-консорт

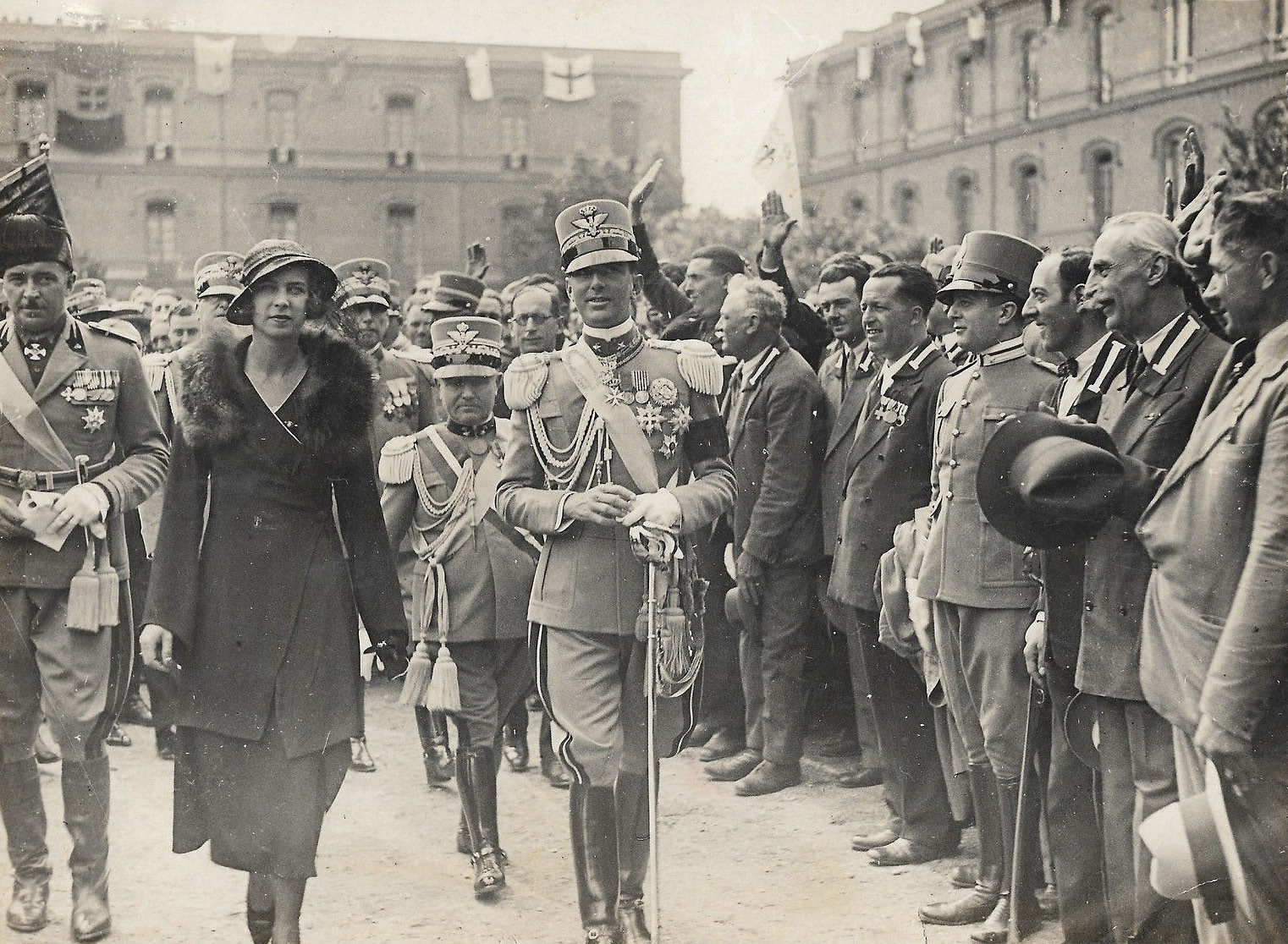

У жовтні 1939 року стала Президентом Італійського Червоного Хреста.
Під час Другої світової війни була одним з небагатьох дипломатичних каналів між німецько-італійським табором та іншими європейськими країнами, залученими у війну. Британський дипломат в Римі писав, що принцеса П'ємонту була єдиним членом італійської королівської сім'ї, що володіла здоровим політичним міркуванням. Вона намагалася переконати графа Чіано, зятя Муссоліні і міністра закордонних справ, не допустити вступу Італії у війну в березні 1940. З бесід з італійськими колоніальними проконсулами Італо Бальбо і герцогом Аостським у неї склалося враження, що успіхи Гітлера були ефемерними. У травні її рідна Бельгія була захоплена, і її брат Леопольд III був змушений капітулювати.
У 1943 кронпринцеса втягнута у марні спроби укласти окремий мирний договір між Італією та США. Її спроби не були ініційовані королем чи Умберто, обидва не були залучені до них. Після провалу переговорів у серпні 1943 її відправили з дітьми до Сарри, в долину Аоста, та ізолювали від політичного життя королівського дому. У вересні 1943 — квітні 1945 мешкала у Швейцарії.
Після зречення 9 травня 1946 свого тестя стала королевою-консортом і залишалася нею, доки монархія не була скасована плебісцитом 2 червня 1946.
Діяльність Умберто та Марії Жозе в період 1944—1946  широко хвалили, і стверджується, що якби Віктор Еммануїл зрікся престолу раніше, їхня відносна популярність могла б врятувати монархію. 

### Подальші роки

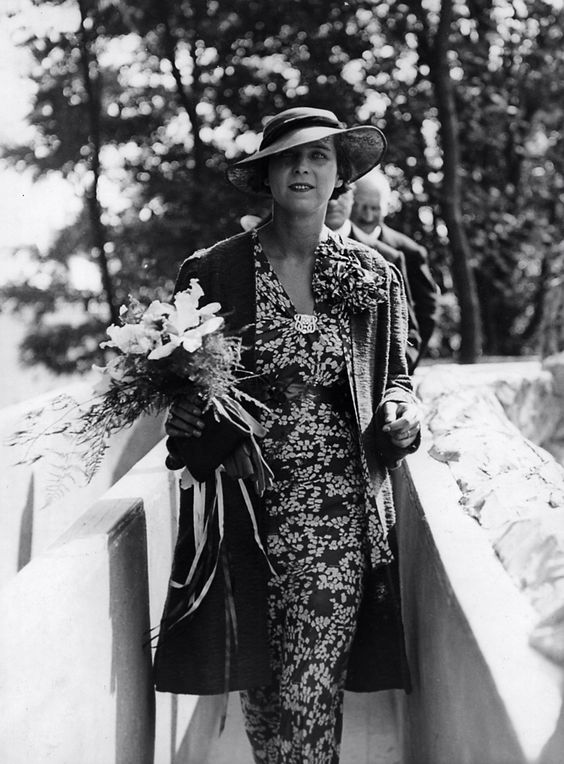

Після поразки монархії вони виїхали у вигнання 13 червня 1946. Перший час провели на Португальській Рив'єрі. Починаючи з серпня 1947, пара жила окремо, проте розлучення офіційно не оформлювала. Марія Жозе із дітьми переїхала до Швейцарії, де провела більшу частину часу до кінця життя, в той час як Умберто залишився в Португалії. Конституція Італійської республіки не тільки заборонила відновлення монархії, а й заборонила всім чоловікам-членам Савойського дому, а також колишнім дружинам королів повертатися до італійської землі.
На офіційних заходах подружжя продовжувало з'являтися разом. У 1953 вони провели разом відпустку. Королева написала кілька книг про своїх батьків та Савойську династію. Під час вигнання багато подорожувала Єгиптом, Індією, Китаєм, Польщею, Росією, Близьким Сходом.
Умберто пішов з життя у 1983. Марія Жозе заміж більше не виходила.
У 1991—1996 мешкала у Мексиці разом із донькою Марією Беатріче, після чого повернулася до Швейцарії.
Померла 27 січня 2001 у Тоне в Швейцарії. Похована в абатстві Откомб в департаменті Савойя у Франції. Після її смерті відмінений закон про вигнання, який стосувався королів Савойського дому та їх нащадків чоловічої статі.

## Нагороди
- Великий хрест ордену Святих Маврикія та Лазаря (Савойський дім);
- Орден Золотої шпори (Ватикан);
- Орден Зіркового хреста 1-го класу (династія Габсбургів);
- Королівський династичний орден Святих Ольги та Софії (Грецький королівський дім) (13 травня 1962).
- Орден Почесного легіону (Франція).
- Константинівський орден Святого Георгія (Сицилійські Бурбони).

## Родина

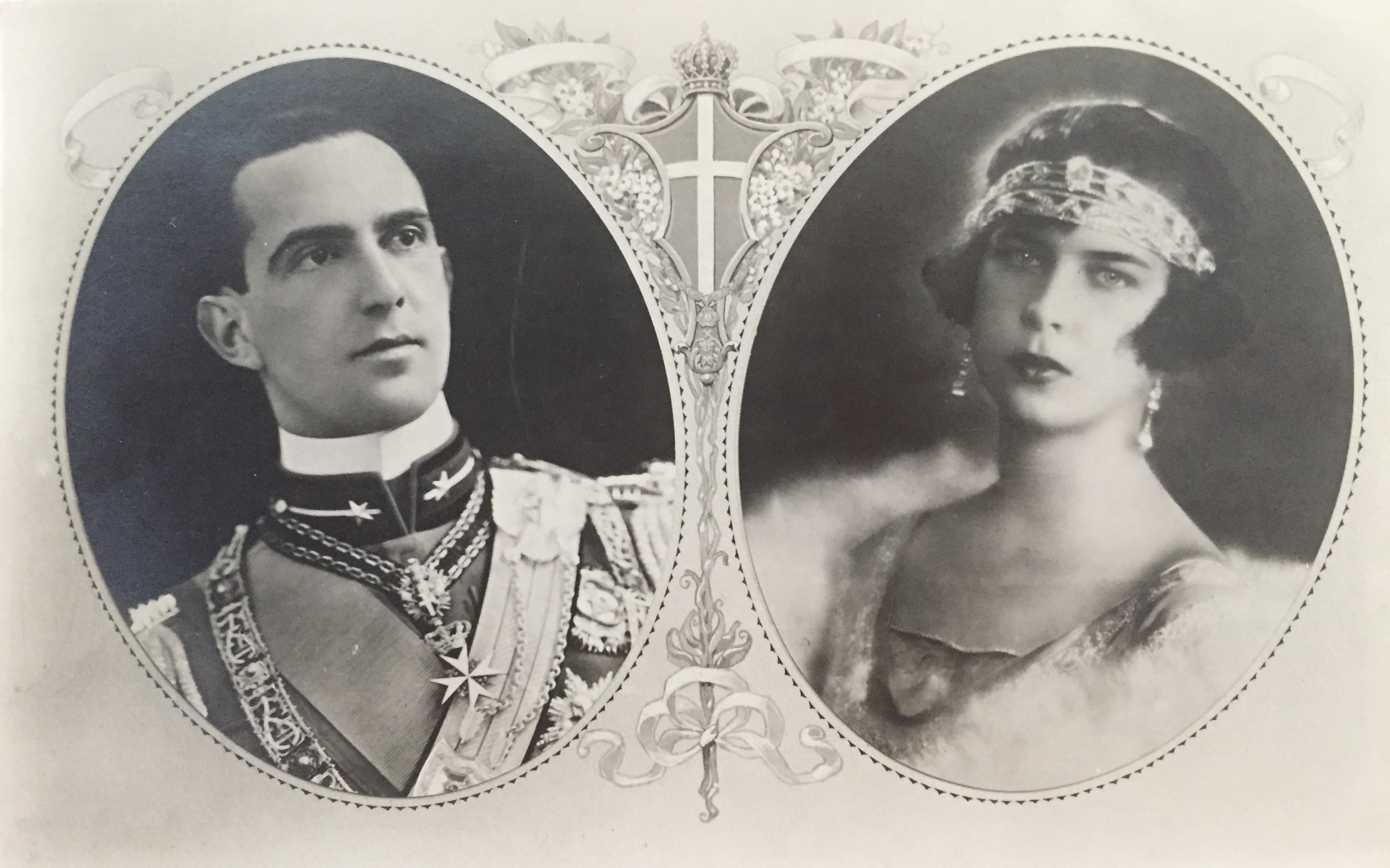
Із чоловіком

Чоловік — Умберто II
Діти:
- Марія Піа (нар. 1934) — була двічі одружена, має четверо дітей;
- Віктор Емануїл ( 1937-2024) — титулярний король Італії, одружений із Мариною Доріа, має сина;
- Марія Габріела (нар. 1940) — була одружена з Робертом Зеленгері де Валькано, має доньку;
- Марія Беатріче (нар. 1943) — дружина Луїса Рафаеля Рейна-Корвалана і Діллона, мала трьох дітей.